# Jaap Drupsteen

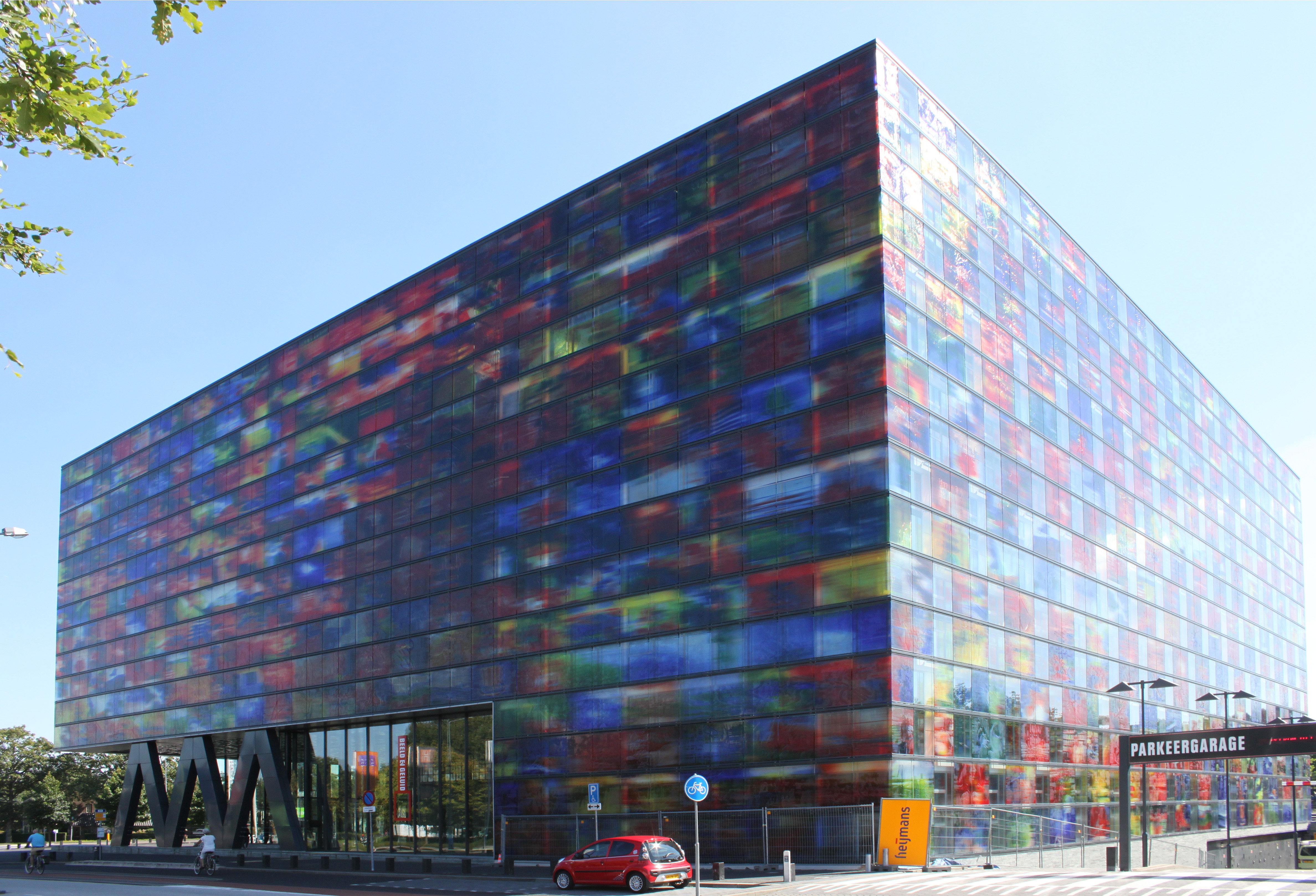
Het gebouw van Beeld en Geluid

Jaap Drupsteen (Hasselt (Overijssel), 19 september 1942) is een Nederlands grafisch ontwerper.

## Opleiding en werk
Hij is opgeleid aan de Academie voor Kunst en Industrie, Enschede (AKI). Hij ging erheen met de intentie om binnenhuisarchitect te worden, maar schakelde over naar het vak van grafisch ontwerpen.
Drupsteen werkte als grafisch ontwerper onder meer voor de NTS, NOS, VPRO en de VARA, waar hij zich specialiseerde in het maken van leaders, zoals die van Het Gat van Nederland, netstyling, muziekvideo's en videografische producties, en was creatief directeur van Signum (BBDO-groep). Grote bekendheid verwierf hij met het ontwerp van een serie postzegels (1973) en tussen 1987 en 1999 ook voor De Nederlandsche Bank een serie bankbiljetten ter waarde van: 10, 25, 100 en 1000 gulden. Deze biljetten werden uit de roulatie genomen met de introductie van de euro.
Jaap Drupsteen bewerkte het verhaal "Het grote gebeuren" van Belcampo op magisch-realistische wijze voor televisie. De uitzending op Oudejaarsavond 1975 was een groot succes.
In 1983 maakte Doe Maar, met Jaap Drupsteen als regisseur, een videospecial voor de TROS. In deze special voorzagen zij een aantal van hun nummers van een videoclip. Er werden zeven nummers gekozen uit het oeuvre van de band, van tussen 1980 en 1983.
In 1999 kreeg Drupsteen opdracht van de Nederlandse overheid om een nieuw paspoort te ontwerpen. In de afgelopen jaren is het werkveld van Drupsteen verbreed met het ontwerpen van websites en interactieve televisie en videoproducties.
Drupsteen ontwierp tevens de buitenkant van het gebouw van het Nederlands Instituut voor Beeld en Geluid in Hilversum, dat in november 2006 werd geopend. Het ontwerp bestaat uit grote kleurvlakken, waarin verregaand geabstraheerde historische film- en televisiebeelden zijn verwerkt.

## Prijzen
- Nipkowschijf (1976)
- Werkman Design Award (1980)
- Sikkens Prize (1981)
- Prix Italia (1987)
- L.J. Jordaan Award for banknotes documentary (1988)
- Alblas Award
- Prix Sacem du Louvre
- Holland Video Award (1990)

Bij de lintjesregen van 2017 werd Drupsteen benoemd tot Ridder in de Orde van de Nederlandse Leeuw